# Мулік Василь Леонтійович
Васи́ль Лео́нтійович Му́лік (нар. 30 серпня 1983) — український військовий льотчик, підполковник Збройних сил України, командир вертольота Мі-8, учасник російсько-української війни та миротворчих операцій в Африці.

## Життєпис
Народився 1983 року в Чехословаччині, де на той час служив батько-вертолітник. Звідти батька перевели у Броди на Львівщину. В старших класах школи Василь вирішив йти по його стопах — в авіацію.
2004 року закінчив Харківський національний університет повітряних сил імені Івана Кожедуба. Направлений для подальшого проходження служби другим пілотом вертольоту у Броди, в 3-й полк армійської авіації, який 2012 року переформатований у 16-ту окрему бригаду армійської авіації Сухопутних військ, в/ч А2595. 2007 року вперше брав участь у миротворчій місії в Африці, по тому було ще кілька ротацій. З 2008 — командир вертольоту Мі-8.
З початком російської збройної агресії проти України з 15 березня 2014 виконує завдання на Сході України: Краматорськ, Слов'янськ, Амвросіївка, Старобешеве, Савур-могила, Іловайськ. Екіпаж вертольота Мі-8 — пілот Василь Мулік, другий пілот Андрій Абракітов і бортовий технік Сергій Кужелюк — виконував повітряне патрулювання, доставлення вантажів та особового складу, евакуацію поранених із зони проведення АТО. 5–6 годин нальоту за день тоді були нормою. 31 серпня 2014 екіпаж Муліка доставив поранених з «Іловайського котла», серед яких були шість важких, у польовий госпіталь в Розівку. Увечері знову вилетіли за пораненими, і в районі Волновахи потрапили під обстріл терористів з ПЗРК. Завдяки тому, що борттехнік вчасно помітив пуск ракети, пілоту майору Муліку вдалося вийти з-під удару, зробивши крен на 90 градусів і врятувавши життя екіпажа та гелікоптер.
У 2015 році батько Василя також почав літати в зону проведення антитерористичної операції, де неодноразово зустрічався із сином під час виконання бойових завдань.
2 квітня 2017 в Маріуполі, під час 22-ї церемонії нагородження орденом «Народний Герой України», військовий льотчик майор Мулік високо оцінив українських військовиків, які воюють на землі, а також із сарказмом висловився про тих чоловіків, які йшли на всілякі хитрощі, щоб втекти від призову. Ця промова викликала резонанс у суспільстві.
Разом з дружиною виховує доньку.
У липні 2021 року у видавництві «Білка» вийшла його книга «Congo-Донбас. Гвинтокрилі флешбеки» про участь у війні на сході України та у миротворчих місіях ООН.

## Нагороди
- Орден Богдана Хмельницького III ступеня «за особисту мужність і високий професіоналізм, виявлені у захисті державного суверенітету та територіальної цілісності України, вірність військовій присязі» — нагороджений 27 червня 2015 року[1].
- Орден «Народний Герой України» — нагороджений 2 квітня 2017[2].